# Rayón (Estado de México)
Rayón é um município do estado do México, no México. A sua cabecera municipal e sede do governo é Santa María Rayón.